# Concílio de Hieria

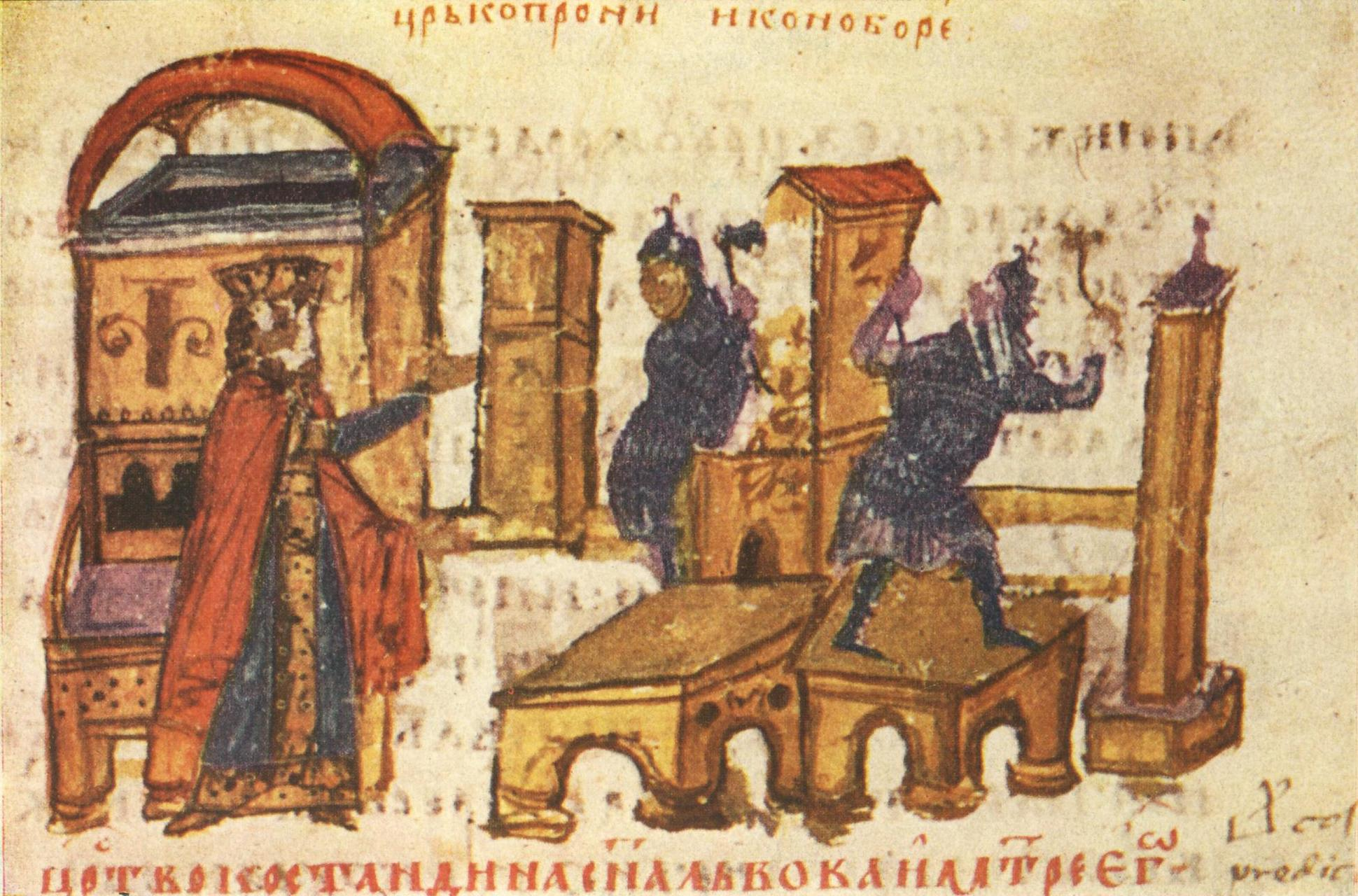
Miniatura da Crónica de Constantino Manasses representando o imperador a ordenar a destruição das imagens

O Concílio de Hieria foi um concílio ecuménico, mas que veio a ser rejeitado mais tarde pelas então ainda unidas igrejas ortodoxa e católica. Foi convocado pelo imperador bizantino Constantino V em 754 no palácio de Hieria (atualmente Fenerbahçe, no distrito de Kadıköy), do outro lado do Bósforo, em frente a Constantinopla, mas a última sessão decorreu na Igreja de Santa Maria de Blaquerna. Ele durou de 10 de fevereiro até 8 de agosto.
Estiveram presentes 388 bispos. Não compareceram, porém, nenhum dos cinco patriarcas nem quaisquer representantes seus. A sé de Constantinopla estava vaga desde a deposição de Anastácio no início daquele ano, enquanto que Antioquia, Jerusalém e Alexandria estavam sob o controlo dos sarracenos. O concílio assim reunido aprovou a política religiosa iconoclasta de Constantino e elegeu Constantino II como o novo patriarca.
Intitulou-se o Sétimo Concílio Ecuménico, embora os seus detractores lhe chamassem Falso Sínodo de Constantinopla. As suas deliberações foram quase todas revogadas pelo Segundo Concílio de Niceia, em 787, o qual aprovou a veneração dos ícones.